# Gerbillus
Gerbillus is een geslacht van zoogdieren uit de familie van de Muridae. De wetenschappelijke naam van het geslacht werd in 1804 gepubliceerd door Anselme Gaëtan Desmarest.

## Soorten
Er worden 48 soorten in dit geslacht geplaatst:
- Gerbillus acticola
- Gerbillus agag
- Gerbillus amoenus – Dwergrenmuis
- Gerbillus andersoni
- Gerbillus aquilus
- Gerbillus bottai
- Gerbillus brockmani
- Gerbillus burtoni – Burtons renmuis
- Gerbillus campestris
- Gerbillus cheesmani
- Gerbillus dasyurus
- Gerbillus dunni
- Gerbillus famulus
- Gerbillus floweri
- Gerbillus garamantis
- Gerbillus gerbillus
- Gerbillus gleadowi
- Gerbillus grobbeni
- Gerbillus harwoodi
- Gerbillus henleyi
- Gerbillus hesperinus
- Gerbillus hoogstraali
- Gerbillus jamesi
- Gerbillus latastei
- Gerbillus lowei
- Gerbillus mackillingini
- Gerbillus maghrebi
- Gerbillus mauritaniae
- Gerbillus mesopotamiae
- Gerbillus muriculus
- Gerbillus nancillus
- Gerbillus nanus
- Gerbillus nigeriae
- Gerbillus occiduus
- Gerbillus poecilops
- Gerbillus principulus
- Gerbillus pulvinatus
- Gerbillus pusillus
- Gerbillus pyramidum
- Gerbillus rosalinda
- Gerbillus rupicola
- Gerbillus simoni
- Gerbillus somalicus
- Gerbillus stigmonyx
- Gerbillus syrticus
- Gerbillus tarabuli
- Gerbillus vivax
- Gerbillus watersi